# Sigyn
Sigyn (eller Sigryn) är i nordisk mytologi hustru till Loke och mor till Narfe.
Trots Lokes ondskefulla handlingar förblev Sigyn honom trogen. Till och med när han får sitt slutliga straff, att få en orms gift droppat i ansiktet, sitter Sigyn troget vid hans sida och fångar upp giftet i en skål. Endast då skålen var full, och Sigyn var tvungen att tömma den, behövde Loke lida. Loke slet då i sina fängslen så hela jorden skalv, därav jordskalv.

## Namnet Sigyn i vår tid
Under åren 1986-1992 hade Sigyn namnsdag i Sverige den 10 januari. Detta ändrades sedan till den 16 augusti och togs sedan helt bort ur namnlängden 2001. Cirka 290 kvinnor i Sverige hade detta förnamn år 2003, och cirka 130 av dem hade det som tilltalsnamn. I Finland har namnet givits åt en handfull personer.